# Charidiplosis clavijica
Charidiplosis clavijica är en tvåvingeart som beskrevs av Gagne 1997. Charidiplosis clavijica ingår i släktet Charidiplosis och familjen gallmyggor.
Artens utbredningsområde är Ecuador. Inga underarter finns listade i Catalogue of Life.